# Henriette Keller-Jordan
Henriette Keller-Jordan (* 4. Juni 1835 in Marburg; † 9. Februar 1909 in München) war eine deutsche Schriftstellerin.

## Leben
Ihr Vater war der Jurist und Politiker Sylvester Jordan, ihre Mutter Pauline (1810–1885) war die Tochter des Historikers Paul Wigand, des Direktors des Reichskammergerichts in Wetzlar. Sie erhielt Unterricht auf einer Privatschule in Marburg und besuchte zwei Jahre lang ein Institut in Frankfurt am Main. 1855 heiratete sie den Kaufmann Edgar Keller, mit dem sie zehn Jahre in Mexiko verbrachte. Sie kehrte nach Deutschland zurück und lebte in Marburg und Darmstadt. 1886, nach dem Tode der Mutter, zog sie nach München, wo sie im Alter von 78 Jahre starb.

## Werke
- Roderich Wallner. Eine Erzählung aus der vorkaiserlichen Zeit in Mejico. Osiander, Tübingen 1883.
- Mexikanische Novellen. (Geopfert; Ein Caballero; Dolores.) Osiander, Tübingen 1883. (Digitalisat)
- Natalie. Erzählung aus der Mexikanischen Kaiserzeit. Osiander, Tübingen 1885. (Digitalisat)
- Hacienda Felicidad. Kohlhammer, Stuttgart 1886.
- Aus der Gegenwart. 3 Novellen. Kohlhammer, Stuttgart 1887.
- Die Grubers. Erzählung aus Kurhessen. Gosewich, Kassel 1887.
- Transatlantisches. Kohlhammer, Stuttgart 1888.
- Lebenstiefen. Novellen. Kohlhammer, Stuttgart 1891.
- Ausgewanderte. Roman. Kohlhammer, Stuttgart 1893.
- Großtante Helene. Erzählung. Schriftenvertriebsanstalt, Berlin 1899.
- Wandlungen. Novellen. Kohlhammer, Stuttgart 1908.
- In der Abschiedsstunde. Novelle. Aus dem literarischen Nachlasse Henriette Keller-Jordans hrsg. von Paul Tesdorpf. Scheel, Kassel 1909.
- Clarisse Finke. Novelle. Aus dem literarischen Nachlasse Henriette Keller-Jordans hrsg. von Paul Tesdorpf. Scheel, Kassel 1910.
- Frühlingsstürme. Roman. Aus dem literarischen Nachlasse Henriette Keller-Jordans hrsg. von Paul Tesdorpf. Knorr & Hirth, München 1911.